# Piotr Breus
Piotr Breus   (2 de desembre de 1927 - 25 de febrer de 2000) fou un waterpolista i nedador rus que va competir sota bandera soviètica durant les dècades de 1940 i 1950.
El 1956 va prendre part en els Jocs Olímpics d'Estiu de Melbourne, on guanyà la medalla de bronze en la competició de waterpolo. En el seu palmarès també destaca una medalla de bronze al Campionat d'Europa de waterpolo de 1958 i la lliga soviètica de 1954.
Com a nedador guanyà el campionat soviètic dels 4x200 metres lliures el 1953. En els 4x100 metres lliures va formar part de l'equip que va millorar el rècord europeu en dues ocasions.